# أنديرس يوهانسن
أنديرس يوهانسن هو سياسي نرويجي، ولد في 28 مارس 1929 في Stokke ‏ في النرويج، وتوفي في 23 ديسمبر 2015. نشط حزبياً في حزب العمال. وقد انتخب نائب عضو برلمان النرويج ‏ عن دائرة فستفولد ‏ وقد انضم خلال فترته النيابية ‏ (1973 – 1977) للكتلة البرلمانية حزب العمال وانتخب نائب عضو برلمان النرويج ‏ عن دائرة فستفولد ‏ وقد انضم خلال فترته النيابية ‏ (1969 – 1973) للكتلة البرلمانية حزب العمال.